# The Remo Four
The Remo Four byla britská rock and rollová skupina, založená v roce 1959 v Liverpoolu. Skupina měla stejného manažera jako jejich současníci The Beatles, jejich manažerem byl Brian Epstein. Don Andrew a Colin Manley chodily na škole do stejné třídy jako Paul McCartney.